# Baiyoke Tower II
La Baiyoke Tower II est, après le Magniolia Waterfront Residences de l'Icon Siam et le MahaNakhon, avec ces 84 étages pour 328,4 mètres, le troisième plus grand gratte-ciel de Bangkok, en Thaïlande. Elle est située au 222 avenue Ratchaprarop dans le district de Ratchathewi.
Sa construction s'acheva en 1997, mais en 1999 une antenne a été ajoutée à son sommet pour faire passer l'édifice de 309 à 328,4 mètre.
Elle resta la plus haute tour de Bangkok et de Thailand jusqu'à l’achèvement de MahaNakhon en 2016
Le gratte-ciel est situé au cœur de Bangkok, au beau milieu des rues commerçantes et des lieux d'attractions. Il se trouve à quelques minutes de marche de plusieurs centres commerciaux majeur tels que : Central World Plaza, Gaysorn Plaza,Pantip Plaza, Peninsula, Amarin Plaza Departement Store, Siam Square, Siam Paragon, MBK Center...

## Chiffres
| Segment         | Hauteur  | Hauteur   |
| --------------- | -------- | --------- |
| Fondation       | 65,00 m  | 213,11 ft |
| Corps           | 309,00 m | 1 013 ft  |
| Antenne         | 34,35 m  | 112,62 ft |
| Total extérieur | 328,4 m  | 1 076 ft  |

## Hôtel
Baiyoke Sky Hotel a une capacité de 673 chambres. Il est le plus haut hôtel d'Asie du Sud-Est et le troisième plus grand du monde (ou le septième plus grand du monde).

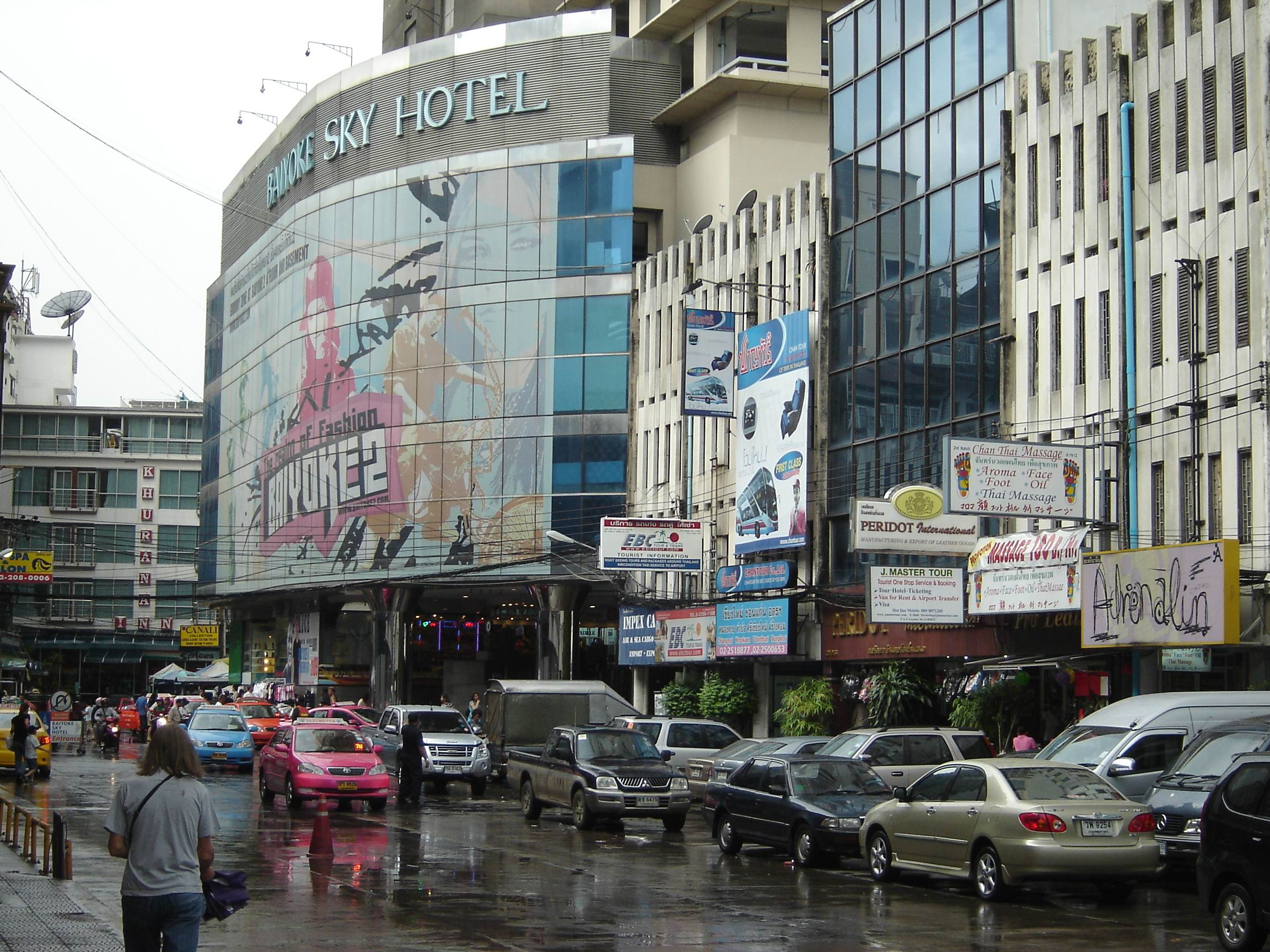
Entrée de la Baiyoke Tower II et de son hôtel Baiyoke sky Hotel

## Attractions
| Nom                        | Étage     | Description                                                                                           |
| -------------------------- | --------- | --- |
| Sky Coffee Shop            | 18        | Repas léger Thaï ou Internationaux. Ouvert H24.                                                       |
| Akamon Japanese Restaurant | 18        | L’un des meilleurs restaurant Japonais de la ville.                                                   |
| Bangkok Sky                | 76 & 78   | Le meilleur « Buffet » International de tout Bangkok                                                  |
| Stella Palace              | 79        | Restaurant Chinois au menu très varié.                                                                |
| The Roof Top Bar & Music   | 83        | Bar ouvert le soir de 20H à 1H. De nombreux groupes et chanteurs se produisent là-bas tous les soirs. |
| Observation Deck           | 83        | Point d’observation permettant de contempler la ville, idéal quand il pleut                           |
| Sky Walk                   | Toit (84) | Accessible au public par beau temps. Vue 360° de tout Bangkok                                         |